# Jager (Segel)

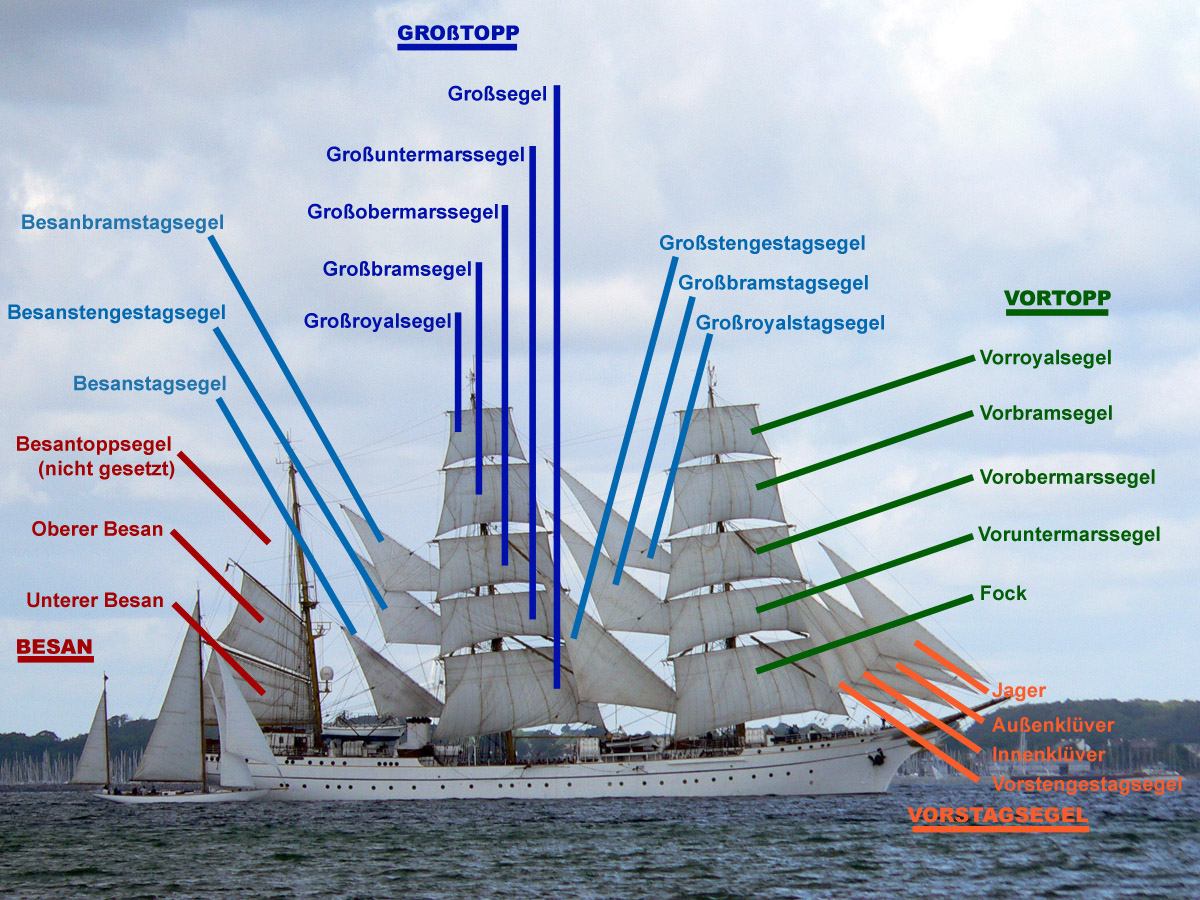
Das vorderste Segel der Gorch Fock (orange beschriftet): der Jager

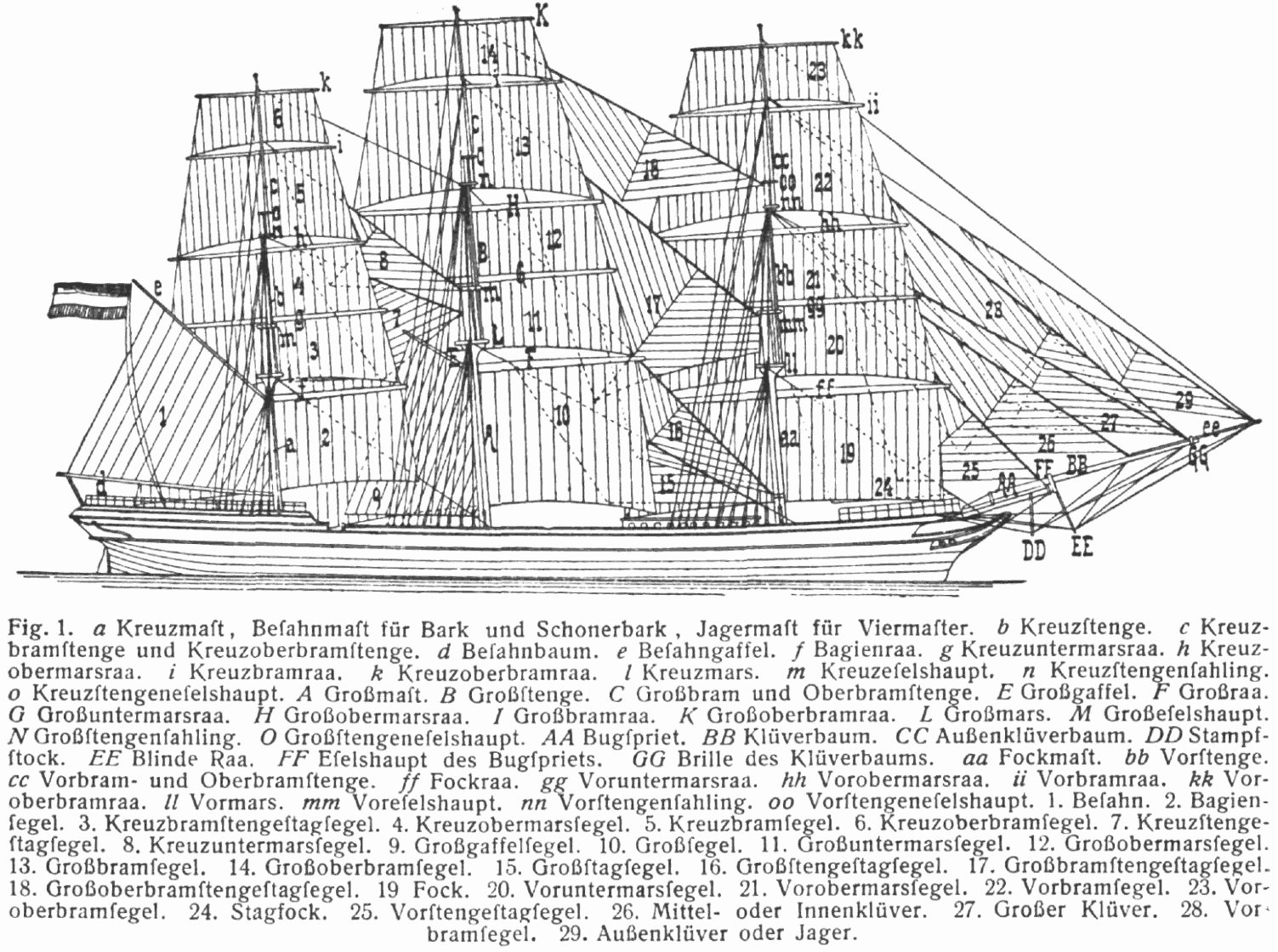
Jager oder Außenklüver: Segel eines Vollschiffs

Ein Jager ist auf manchen Segelschiffen das vorderste Vorsegel (das heißt das vorderste der Segel, die bei einmastigen Booten oder Schiffen vor dem Mast gesetzt werden bzw. bei Schiffen mit mehreren Masten vor dem vordersten Mast).
Gefahren wird ein Jager auf Segelschiffen mit mehreren Vorsegeln, z. B. auf der Bark Gorch Fock oder der Ketsch Seute Deern. Dort wird er als größtes Vorsegel noch vor dem Außenklüver (auf Großseglern andernfalls das vorderste Vorsegel) gefahren. Auf manchen Vollschiffen kann ein Jager oder Außenklüver vor Klüver oder Innenklüver und Großem Klüver gesetzt werden, wobei der Große Klüver dann seinem Namen gerecht wird und mehr Segelfläche als der Jager bietet.
Auf einigen kleinen historischen Segelschiffen, zum Beispiel auf Kuffen (18. bis 19. Jahrhundert) oder Schmacken (16. bis 19. Jahrhundert), wurde ein Jager anstelle des Außenklüvers gesetzt. Als Jagerbaum wurde hier der Baum des Jagers bezeichnet – ein Rundstab, der die Unterkante des Jagers in den Wind hielt.